# Neferkheperra-haihau
Djeutjemhat (fl. VIII secolo a.C.) è stato governatore (principe) della città di Ermopoli (Khnum), capoluogo del 15º distretto dell'Alto Egitto, al termine della XXIII dinastia egizia.
Governò probabilmente dopo Nimlot, attribuendosi anch'esso i simboli della regalità.

## Titolatura
| G5 |

| G5 |

| N28 | G17 | E34 · N24 |

| N28 | G17 | E34 · N24 |

| N28 | G17 | E34 · N24 |

| N28 | G17 | E34 · N24 |

| N28 | G17 | E34 · N24 |

| N28 | G17 | E34 · N24 |

| N28 | G17 | E34 · N24 |

| N28 | G17 | E34 · N24 |

| G16 |

| G16 |

|  |

| G8 |

| G8 |

|  |

| M23 · X1 | L2 · X1 |

| M23 · X1 | L2 · X1 |

| N5 | L1 | F35 | N28 · N28 |

| N5 | L1 | F35 | N28 · N28 |

| N5 | L1 | F35 | N28 · N28 |

| N5 | L1 | F35 | N28 · N28 |

| N5 | L1 | F35 | N28 · N28 |

| N5 | L1 | F35 | N28 · N28 |

| N5 | L1 | F35 | N28 · N28 |

| N5 | L1 | F35 | N28 · N28 |

| G39 | N5 |

| G39 | N5 |

| G26 | G17 | F4 |

| G26 | G17 | F4 |

| G26 | G17 | F4 |

| G26 | G17 | F4 |

| G26 | G17 | F4 |

| G26 | G17 | F4 |

| G26 | G17 | F4 |

| G26 | G17 | F4 |